# 의령 보천사지 삼층석탑
의령 보천사지 삼층석탑(宜寧 寶泉寺址 三層石塔)은 대한민국 경상남도 의령군 의령읍 하리 보천사지에 있는 삼층석탑이다. 1963년 1월 21일 대한민국의 보물 제373호로 지정되어 있다.

## 개요
보천사터에 세워진 고려 전기의 탑이다. 보천사는 통일신라 경덕왕 때 창건된 사찰로, 세운 이후의 역사는 전해지지 않고 있다. 전해지는 바에 의하면, 이 절에 빈대가 많아 살기가 힘들자 승려들이 다른 절로 떠나게 되었고 곧바로 폐사되었다고 하는데, 조선 중기 이전에 이미 없어진 것으로 보인다. 현재 절터에는 이 탑 외에도 보물 제472호로 지정된 의령 보천사지 승탑이 남아있다.
이 탑은 2단의 기단(基壇) 위로 3층의 탑신(塔身)을 얹었는데, 고려탑이긴 하나 신라의 일반적인 양식을 이어받고 있다.
탑의 바닥돌은 아래에 네 모서리마다 큰 괴임돌을 두었다. 아래층 기단의 각 면에는 양 모서리와 가운데 부분에 기둥 모양을 하나씩 새겼다. 그 위의 맨윗돌은 구성이 독특한데, 두 장의 길고 판판한 돌을 좌우로 얹고 그 사이에 작은 2개의 널돌을 끼워놓고 있는 것이다. 이는 바닥돌에서의 괴임돌처럼 돌이 움직이지 않도록 잡아주어 탑이 무너지지 않게 하려는 배려인 듯 하다. 위층 기단은 각 면의 양쪽 모서리에만 기둥 모양을 새겼을 뿐, 가운데부분은 생략하였다.
탑신은 각 층에 몸돌과 지붕돌을 각각 하나의 돌로 구성하여, 층층이 온화하게 크기를 줄이면서 올려놓았다. 몸돌에는 모서리에만 뚜렷하게 기둥 모양을 새겼으며, 지붕돌은 5단의 밑받침을 두었다. 지붕돌의 경사면은 아름다운 곡선을 이루며, 처마의 윗선은 거의 수평을 이루다가 네 귀퉁이에서 서서히 들려있다. 탑의 꼭대기에는 머리장식을 받쳐주는 네모난 노반(露盤)만 남아있다. 얼마전까지만 해도 노반 위로 불꽃조각을 한 수연(水煙)이 얹혀 있었는데 현재는 사라지고 없다.
전체적으로 원만한 비례를 나타내며, 기단부에서의 독특한 구성이 돋보이는 뛰어난 작품이다. 1967년 사리유물을 도난당하는 바람에 탑이 쓰러져 많이 부서졌으나 곧 보수하였다. 이때 사리를 장치하였던 흔적이 밝혀졌는데 그 안에서 청동으로 만든 불상과 광배 모양의 구리조각, 흙으로 만든 탑 등이 발견되었다.

## 갤러리

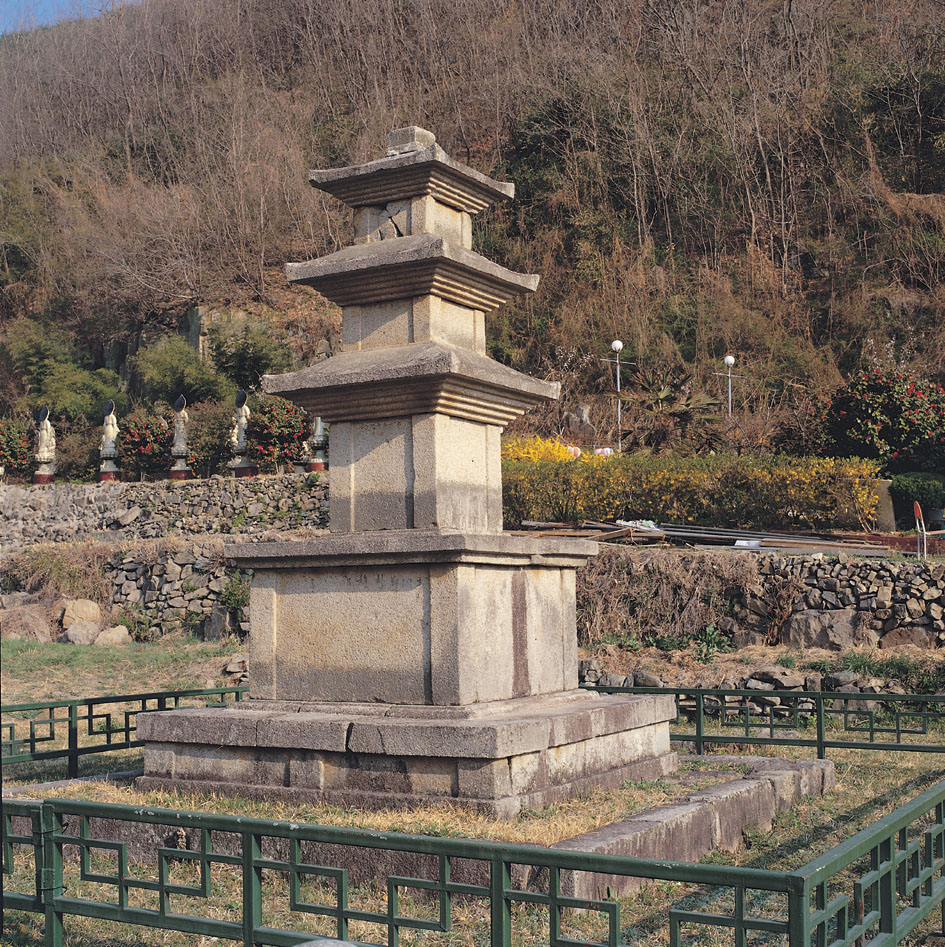
의령 보천사지 삼층석탑
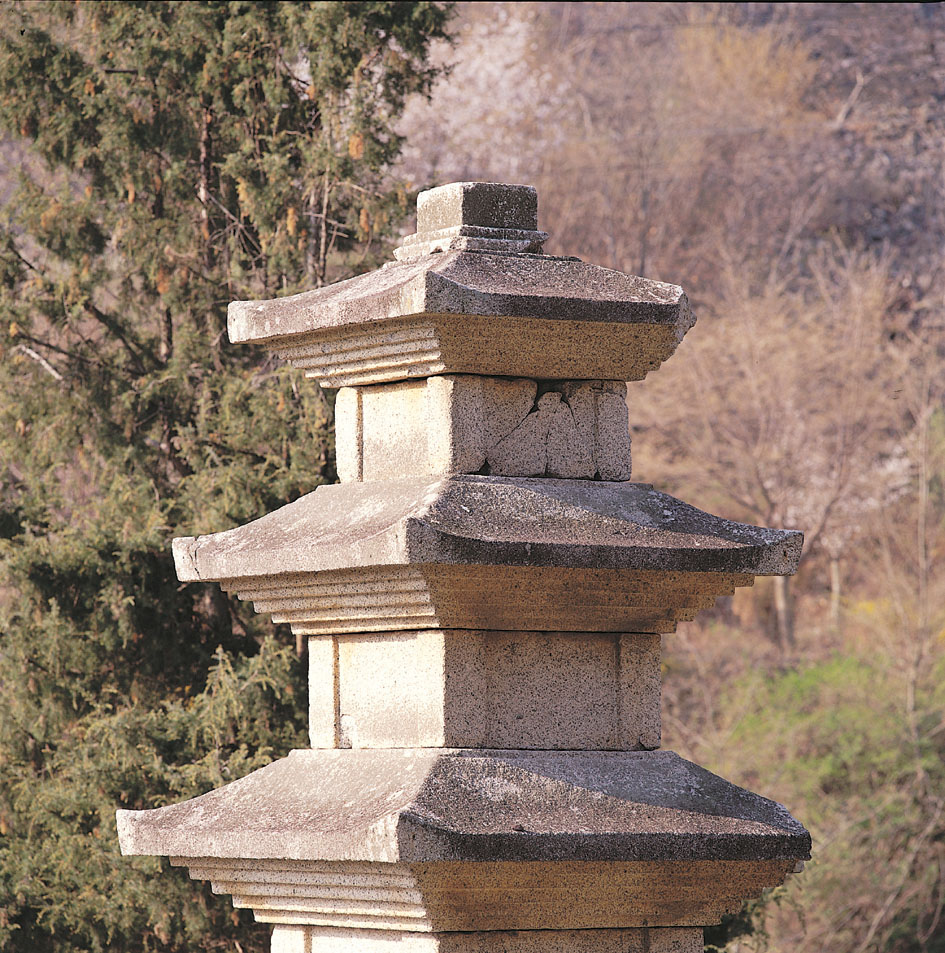
탑신부 전체
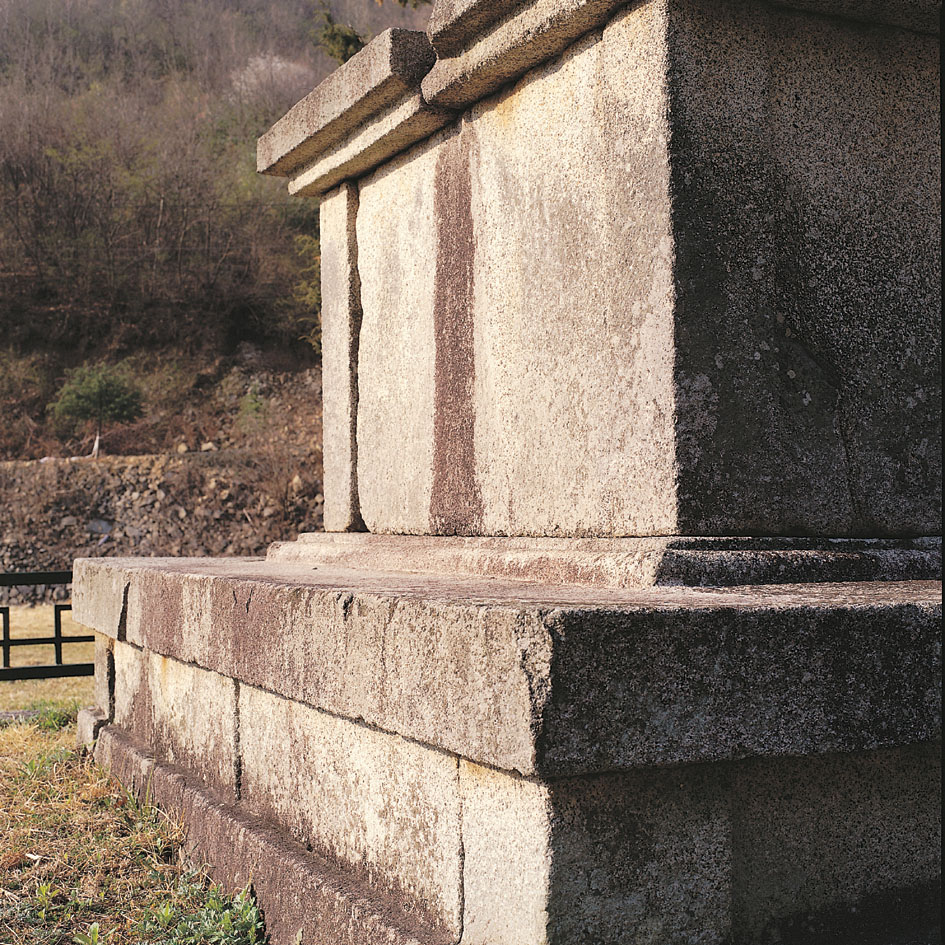
상·하층기단부 세부
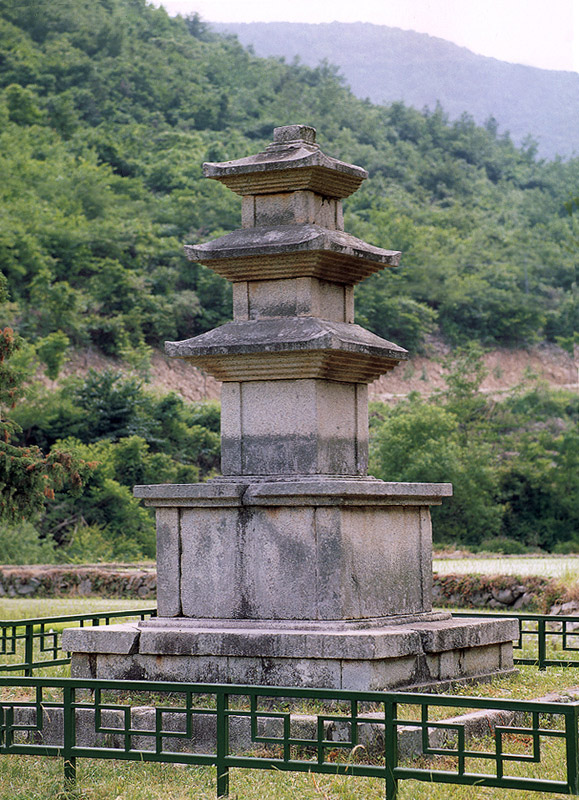
의령 보천사지 삼층석탑
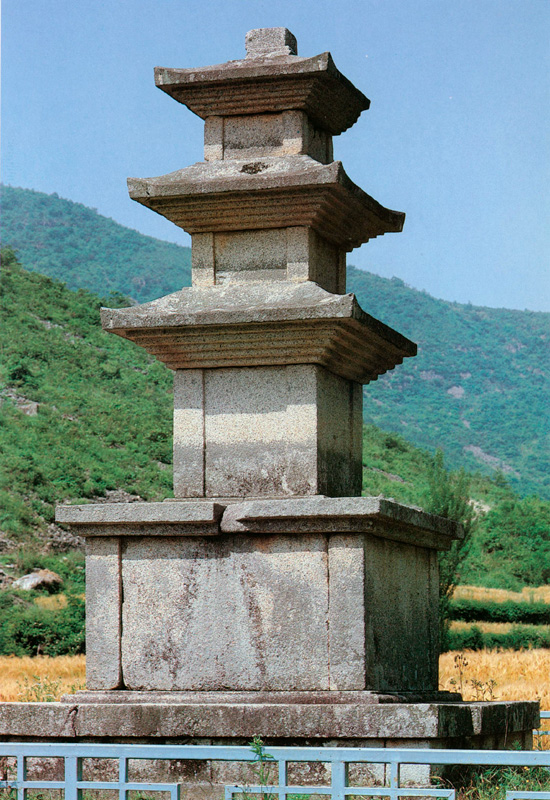
의령 보천사지 삼층석탑
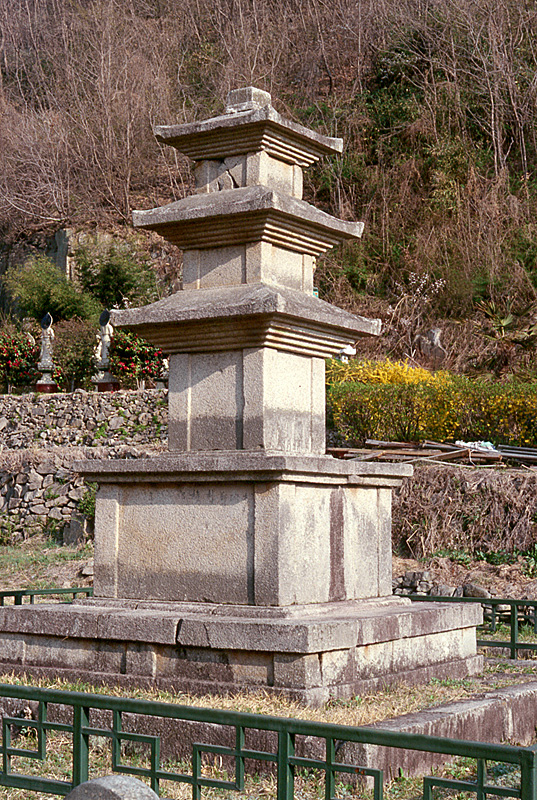
의령 보천사지 삼층석탑
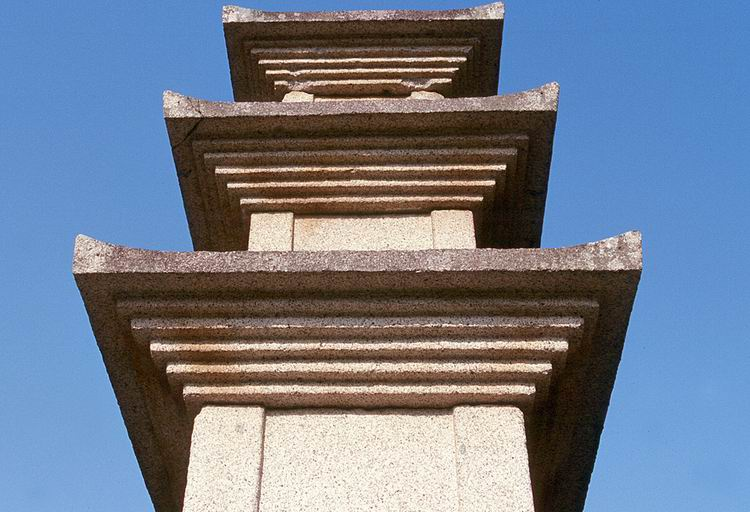
의령 보천사지 삼층석탑
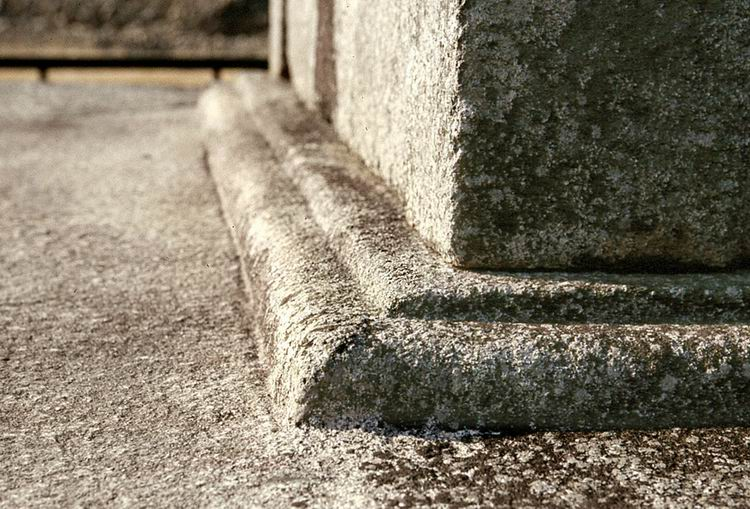
보천사지삼층석탑(탑신받침)